# Hypodrassodes dalmasi
Hypodrassodes dalmasi är en spindelart som beskrevs av Forster 1979. Hypodrassodes dalmasi ingår i släktet Hypodrassodes och familjen plattbuksspindlar. Inga underarter finns listade i Catalogue of Life.